# Peter von Luxemburg

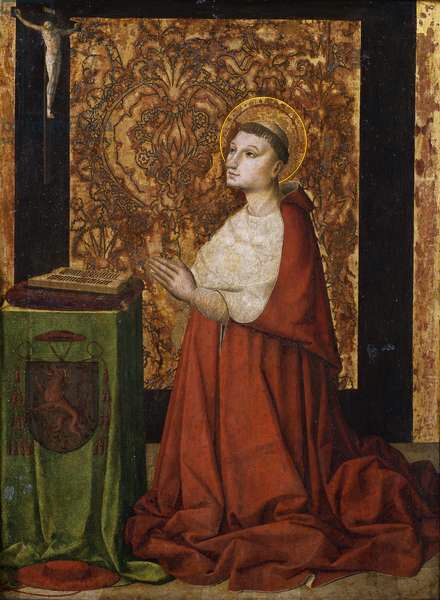
Die Vision des Peter von Luxemburg um 1450, Musée Calvet in Avignon.

Peter von Luxemburg (* 20. Juli 1369 in Ligny-en-Barrois; † 2. Juli 1387 in Villeneuve-lès-Avignon) war ein französischer Geistlicher. Bereits als Jugendlicher wurde er zum Bischof von Metz und zum Kardinal ernannt. Er wurde 1527 von Papst Clemens VII. seliggesprochen und ist heute einer der Stadtpatrone von Avignon. Sein katholischer Gedenktag ist der 2. Juli.

## Leben
Peter war der Sohn des Guido von Luxemburg, Graf von Ligny-en-Barrois und der Mathilde von Châtillon, Gräfin von Saint-Pol. Nach dem recht frühen Verlust seiner Eltern zog ihn seine Tante Johanna, Gräfin von Orgières, auf. 1377 begann er sein Studium am Collège de Navarre in Paris. 1378 wurde er Kanoniker in Paris und 1381 Kanoniker in Cambrai.
Mit erst vierzehn Jahren ernannte ihn Gegenpapst Clemens VII. 1384 mit Unterstützung des Metzer Klerus zum Bischof von Metz. Der römisch-deutsche König Wenzel IV., Anhänger von Papst Urban VI., setzte sich im Gegenzug für den Kandidaten Tilmann Vuss von Bettemburg ein. Der Konflikt um die Besetzung des Bischofsstuhls führte in den Städten Metz, Boulay und Thionville zu heftigen Auseinandersetzungen, bei denen es Tilmann nicht gelang, seine Ansprüche aufs Bischofsamt geltend zu machen.
Inzwischen zum Kardinal ernannt, rief ihn der Papst 1386 nach Avignon, wo Peter zehn Monate später am 2. Juli 1387 verstarb. Seine Beerdigung fand auf dem Friedhof Saint-Michel statt. Der erste Versuch zur Heiligsprechung auf dem Konzil von Basel von 1431 bis 1449 führte zu keinem Erfolg. Die Seligsprechung des Peter von Luxemburg erfolgte erst am 9. April 1527 durch Papst Clemens VII.